# ホイール (自転車)

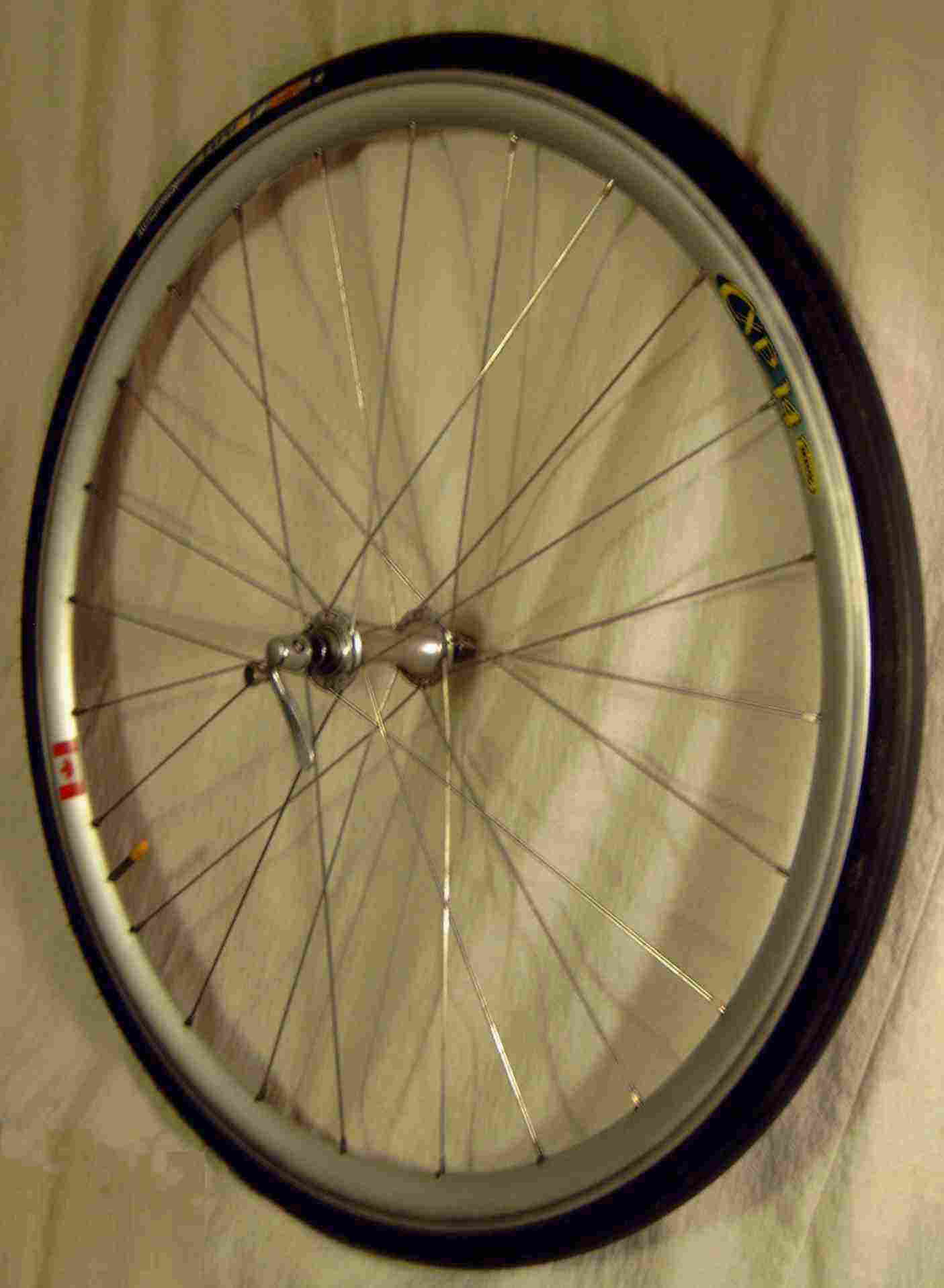
マヴィック700Cホイール

ホイール (wheel) は、自転車における車輪のこと。一般に車輪といえばタイヤまで含むことが多いが、普通自転車におけるホイールとはタイヤを含まないのが通例であるので、当ページもこれに従う。タイヤについては自転車用タイヤを参照。

## 構成

### ハブ

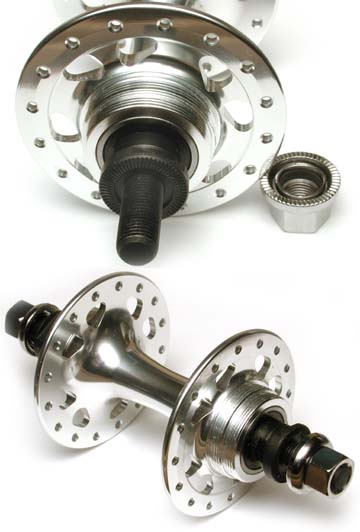
ハブ

ハブは、車輪の中央にある円筒状の部品。中心には車輪軸が通り、数組のベアリングがこれを支えている。後輪ハブにはギア（歯車）が取り付けられる。円筒の両端にフランジと呼ばれる襟が付いており、フランジに並ぶ穴にスポークを通して引っ掛ける。

### スポーク

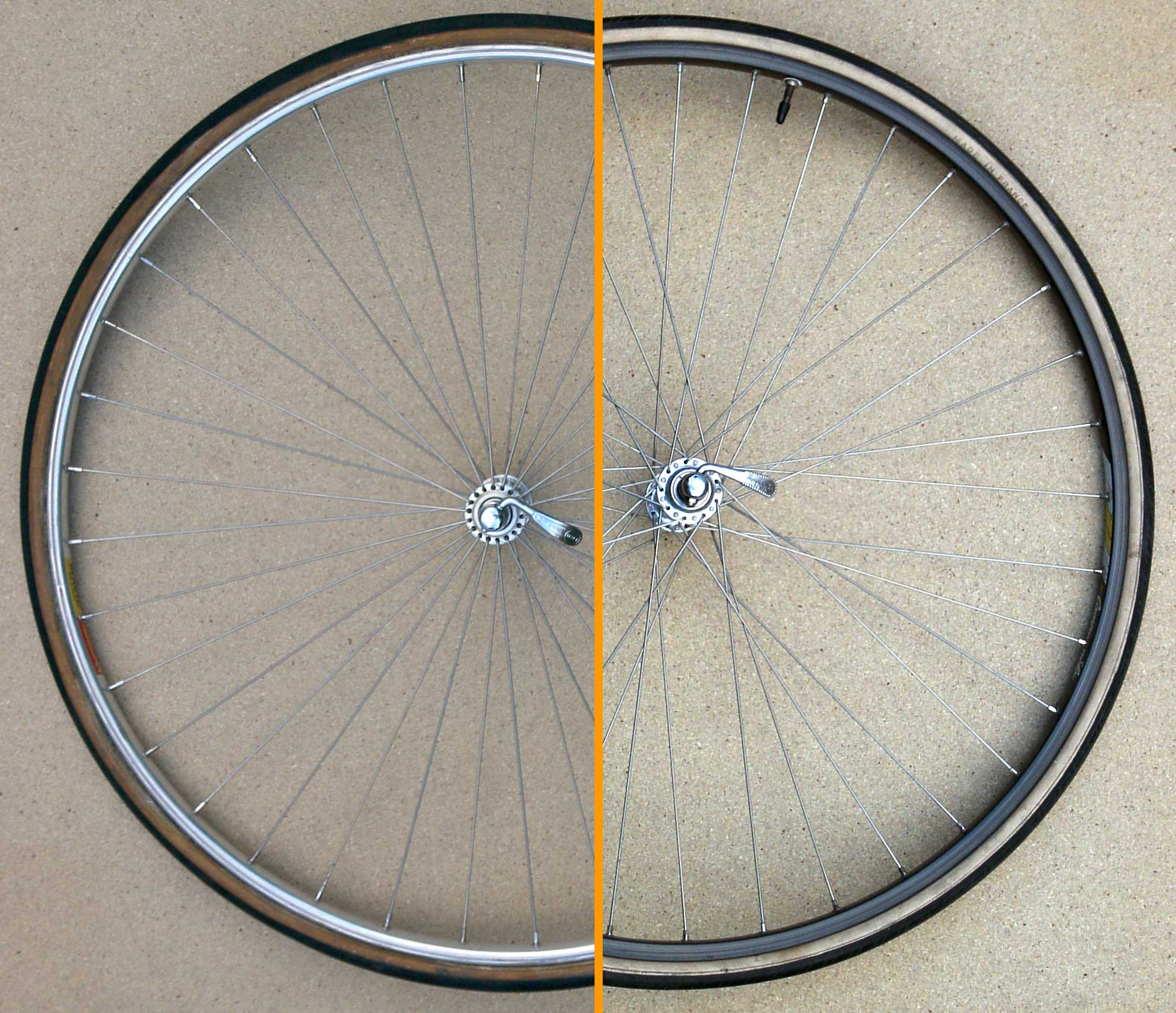
スポークの組み方の種類。
右：ラジアル組み。
左：タンジェント組み。

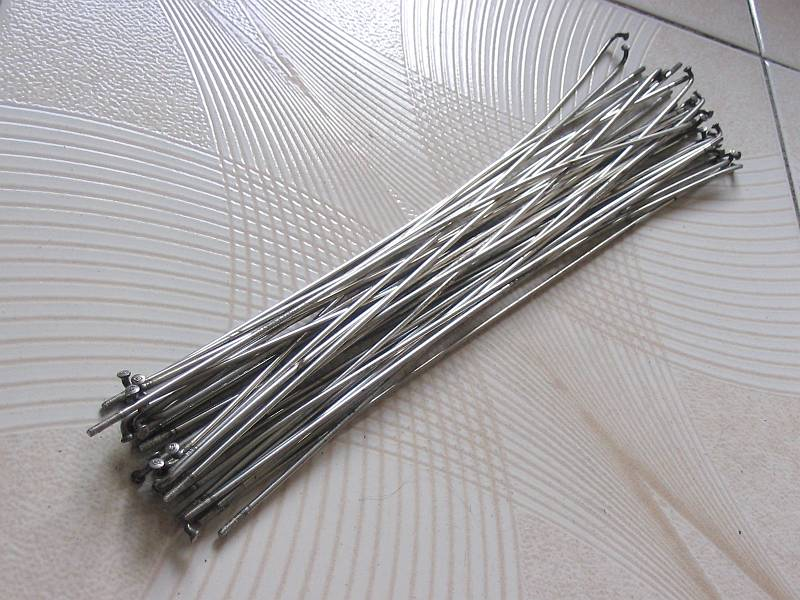
スポークの束

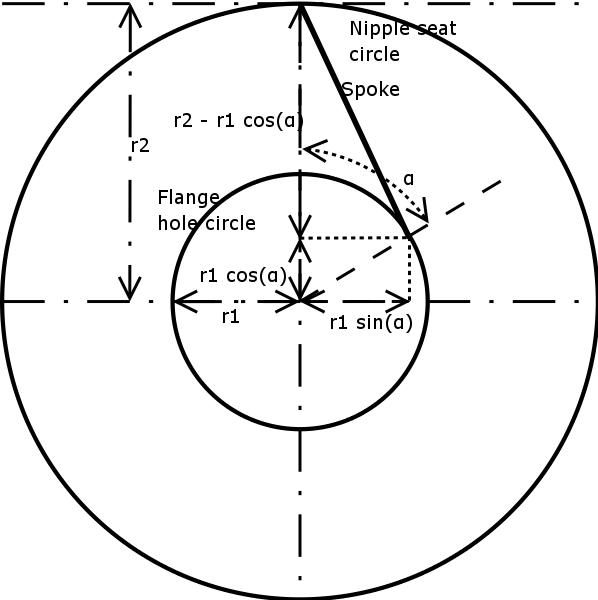
スポークの長さについての説明図

スポークは、ハブとリムを繋ぐ棒状部品。一端のかぎ（鉤）形に曲がった部分をハブフランジの穴に引っ掛け、もう一端のねじが切ってある部分を、ニップルを介してリムに固定する。
一般的なスポークの太さは端から端まで同じであるが、スポーク中央部の太さを細くした軽量型や、スポーク中央部を平たくした空気抵抗軽減型といった特殊なスポークがある。

### ニップル

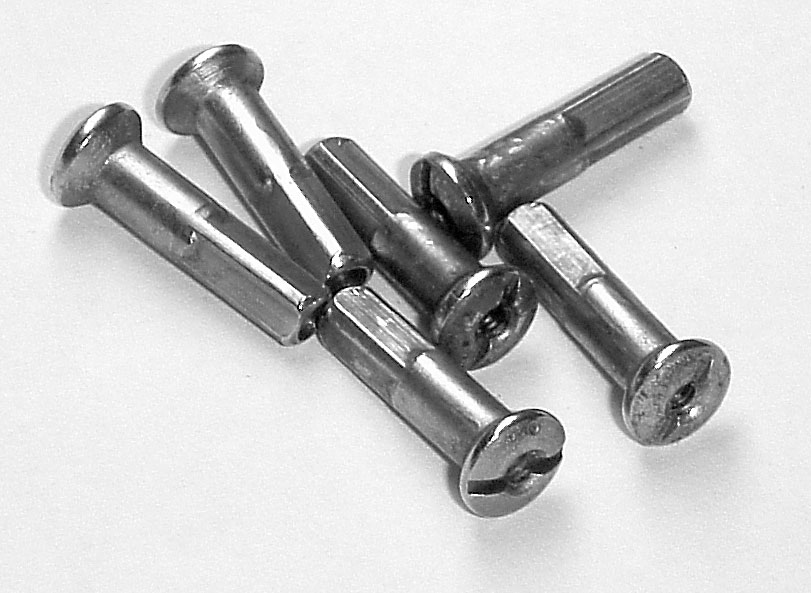
ニップル

ニップルは、スポークをリムに繋ぎ止めるための小さなナット。スポークレンチを使用してニップルを回転させることでスポークのテンション（張力）を調整する。普通ニップルはスポークのリム側にあるが、完組ホイールの一部には重量を中心に移動させる目的でハブ側にある場合もある。素材は真鍮が多く、真鍮の3分の1ほどと軽量で着色ができるアルミニップルも普及している。

### リム
リムは、ホイールの外周にあるリング状の部品。内側に並ぶ穴にスポークを刺して固定し、外側にはタイヤを装着する。素材は鉄やアルミが多く、炭素繊維強化プラスチック（カーボン、CFRP）製や木製などもある。リムの形状は以下の3種類に分類でき、これによって装着できるタイヤの種類が決まる。
チューブラー
チューブラータイヤに用いるリムで、「スプリント・リムの図」で示すようにリム形状にタイヤを固定する構造がない。タイヤとリムの固定にはリムセメントを用いて接着する。
クリンチャー
WO（ワイヤードオン）、HE（フックドエッジ）、BE（ビーデッドエッジ）の3種類がある。
チューブレス
チューブレスタイヤに用いるリム。

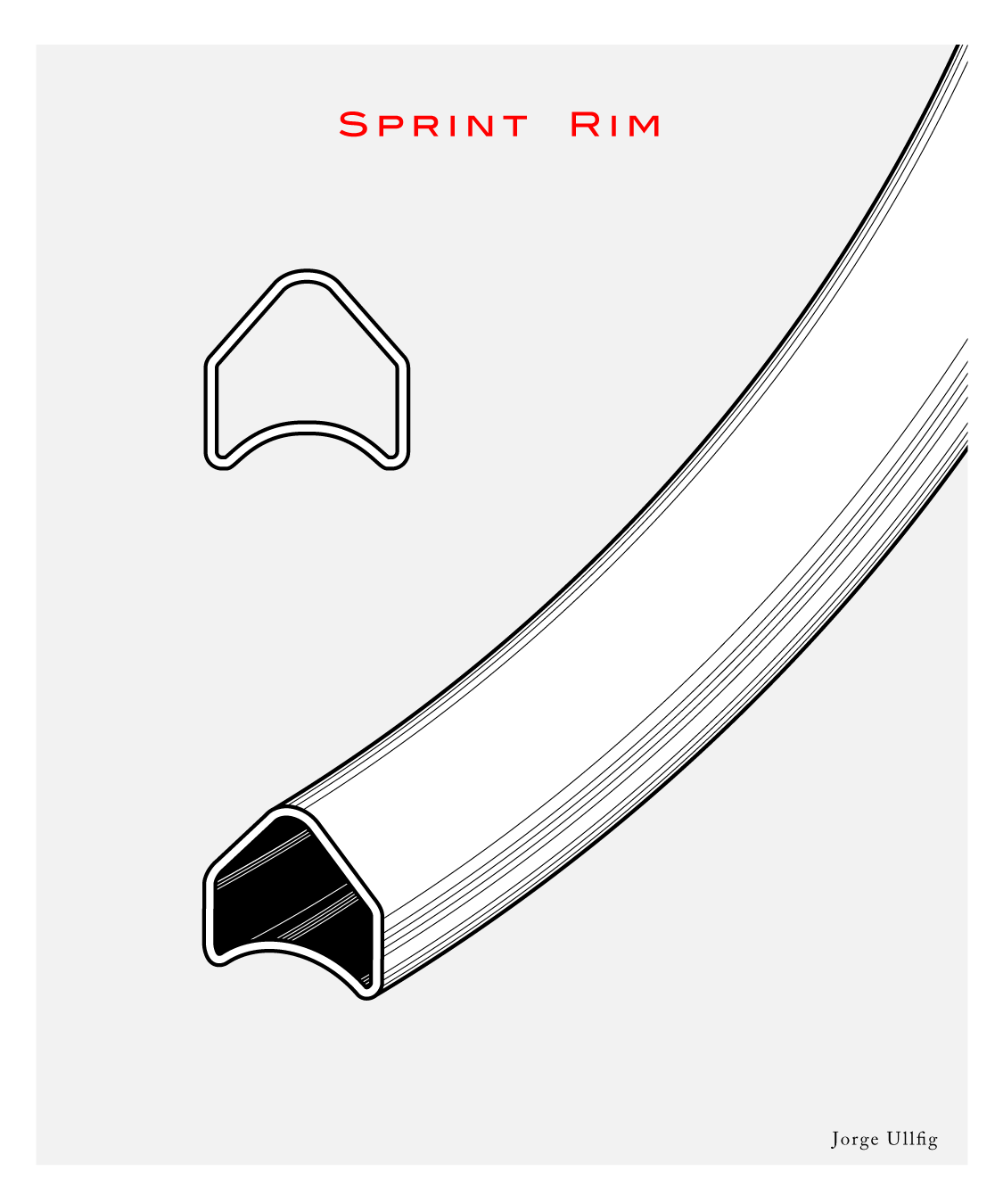
スプリント・リムの図
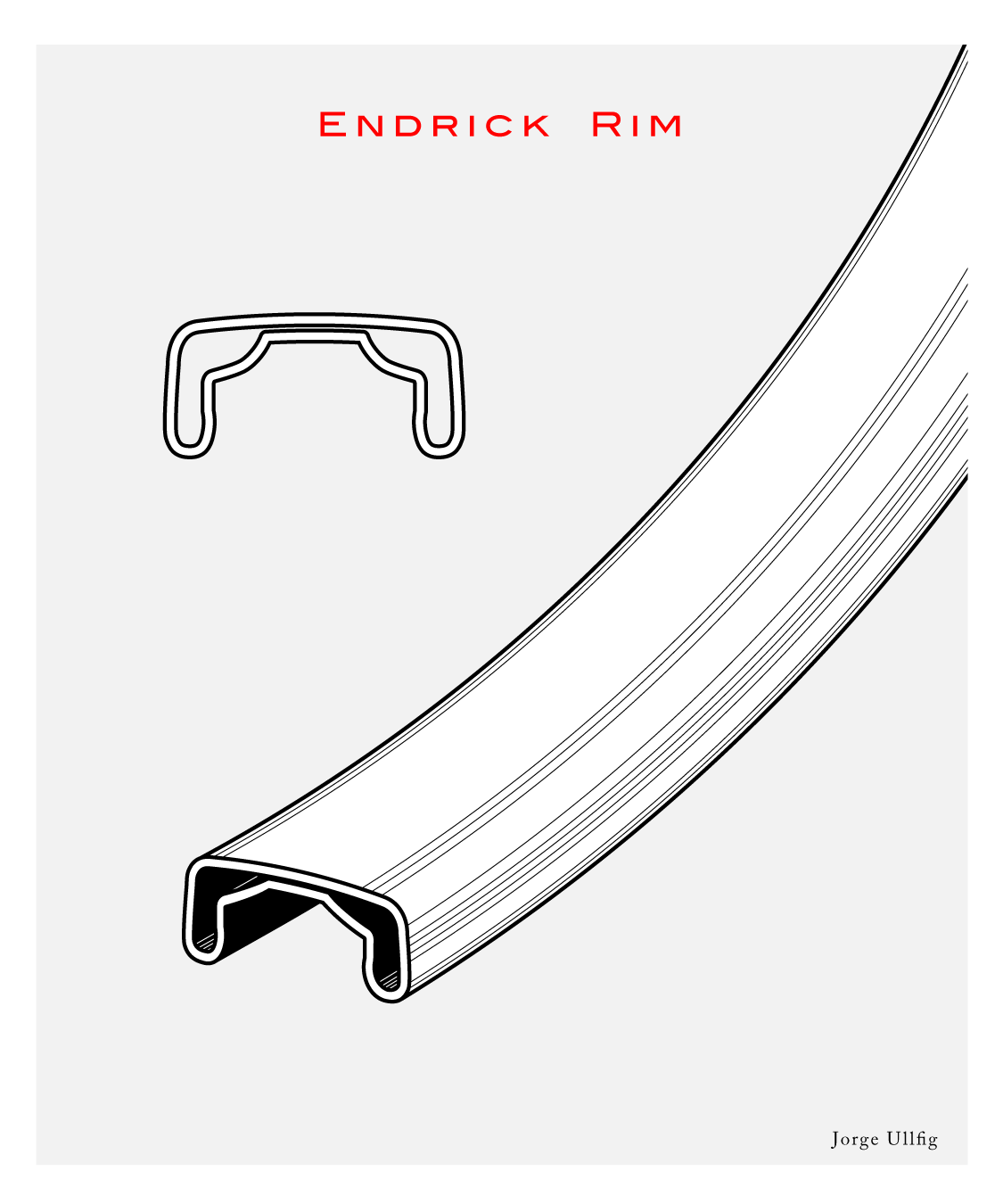
エンドリック・リムの図
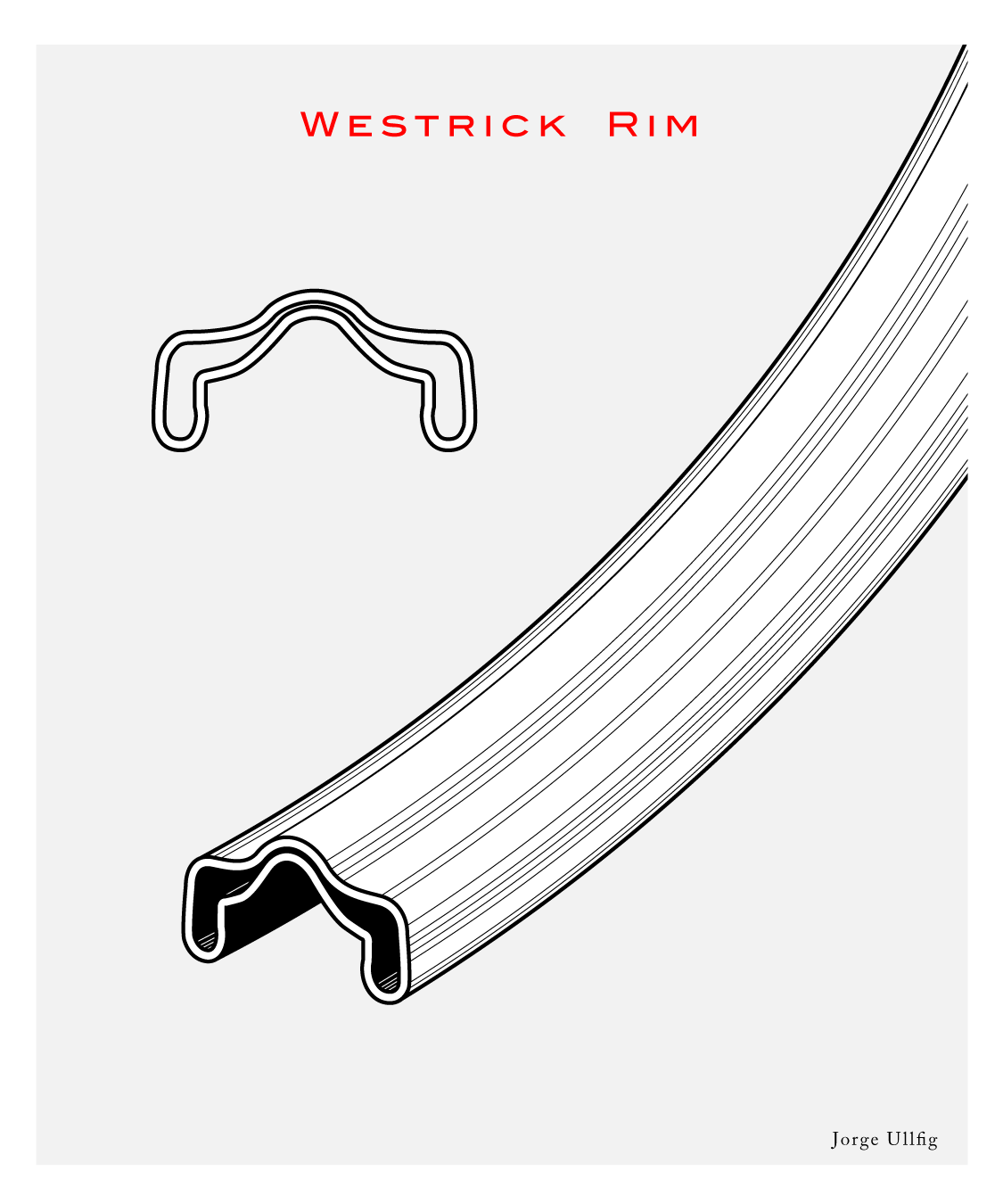
ウェストリック・リムの図
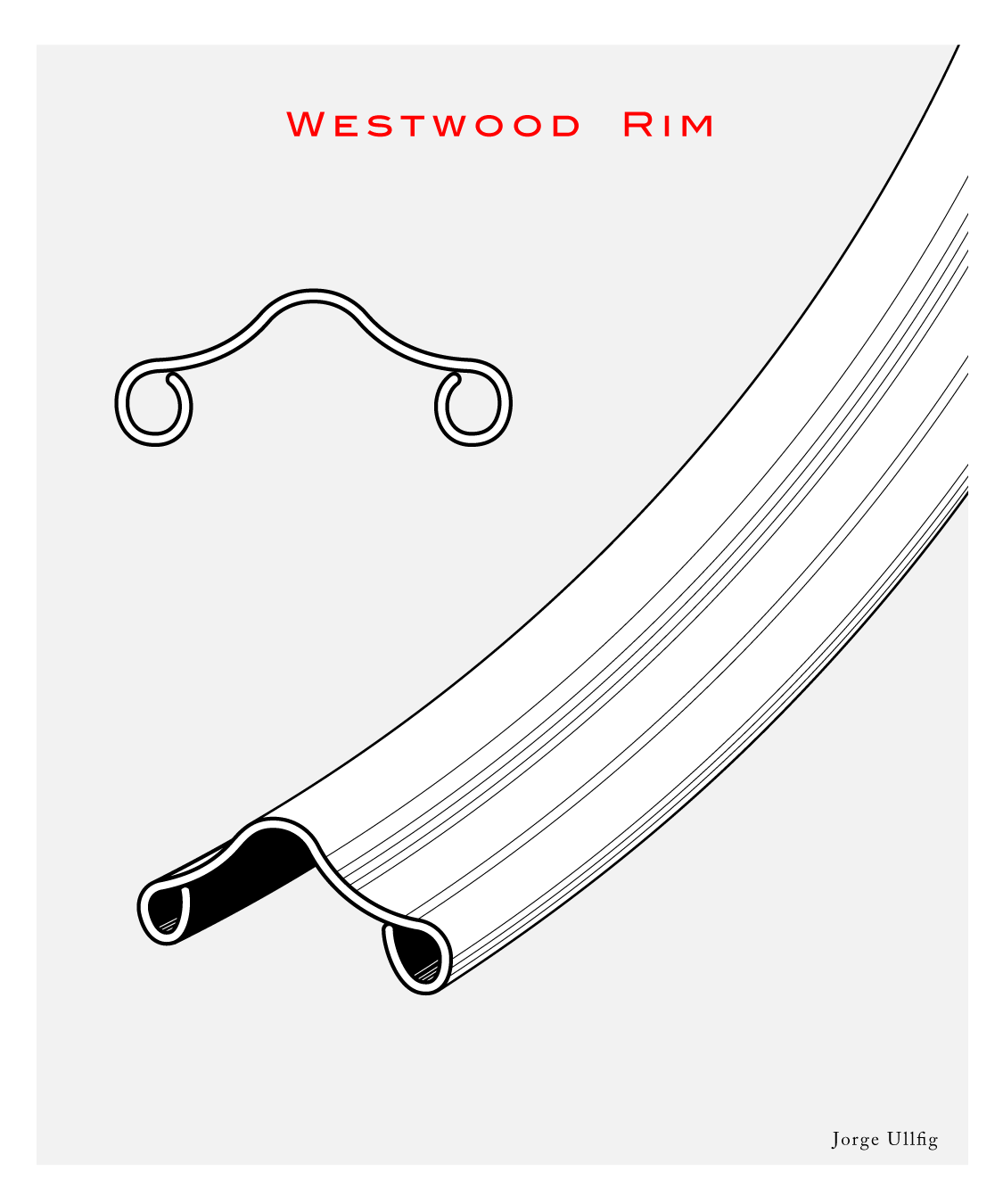
ウェストウッド・リム（英語版）の図

## 手組みと完組み

おちょこ量の説明図

手組みホイール
専門店などで市販されているハブ・スポーク・リムから用途に合った製品を選択し、組み合わせて完成するホイール。専門家やユーザーが好みの部品を選択できる反面、汎用部品を使用するため特徴のあるホイールは作れないが、手に入りやすい市販部品にて構成されているので補修が容易である。日本工業規格JIS D9311『自転車組立作業方法』によって品質が規定されているものの、組む人の技術によってホイールの精度に差が出る。組み立て調整には、振れ取り台、センターゲージ、スポークレンチといった専用工具を用いる。
完組みホイール

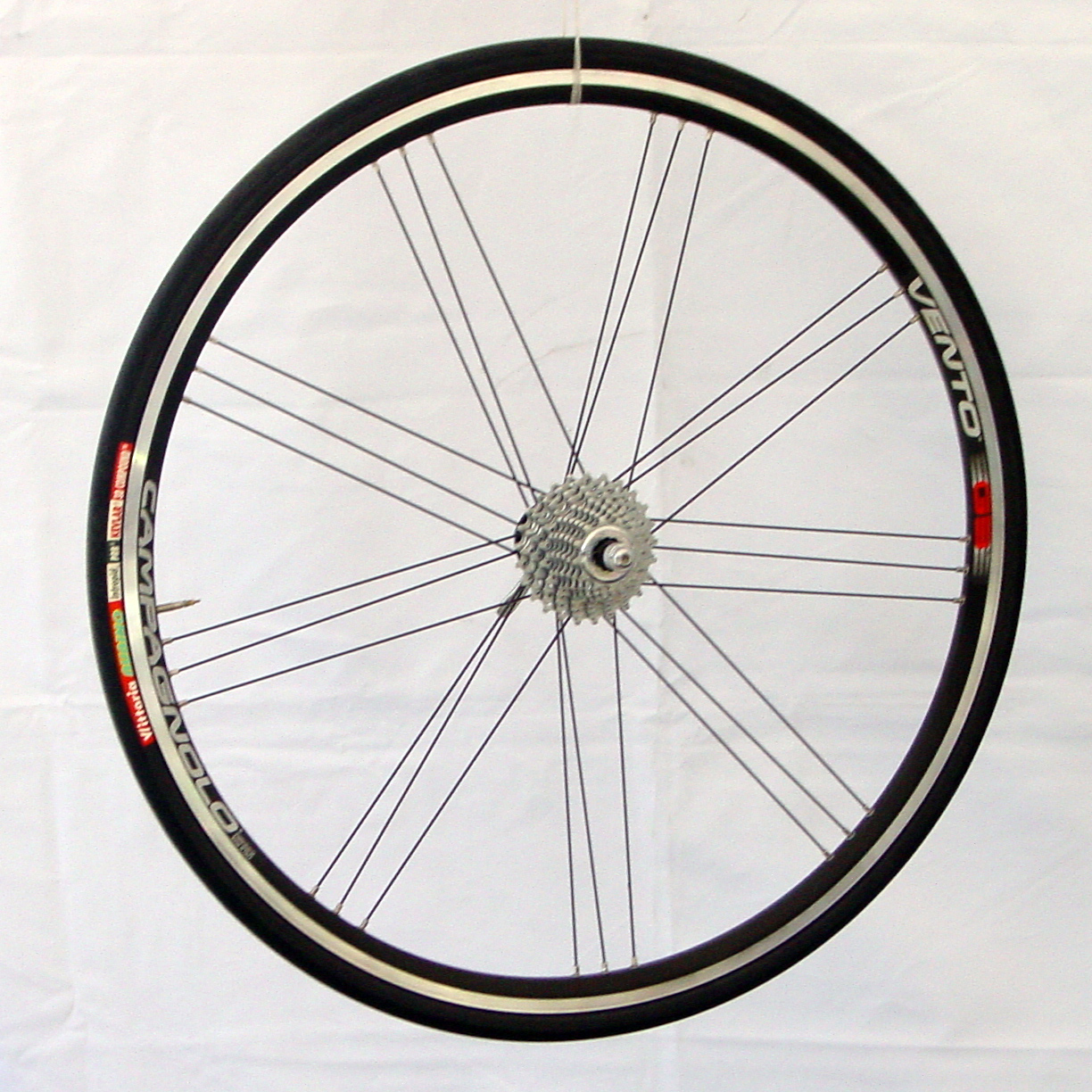
完組みホイールの例 (Campagnolo Vento)

メーカーが自社部品のみを使って完成したホイール。さまざまな規格にとらわれることなく大胆な設計が許されるので、特定の用途に特化した特徴を有する特殊ホイールを作ることができる。手組のように精度にばらつきが出るようなことがなく、常に安定した品質を得られる。半面、部品は専用の物しか使用できないので、補修部品が手に入りにくかったり、一般ユーザーにはメンテナンスが難しい場合がある。

## 特殊ホイール
通常ホイールはリムとスポークが別体となっているが、タイムトライアル競技ではスポークの空気抵抗を低減する目的で、ホイール全体が一体成型された特殊なものを使用する。特殊ホイールのほとんどは高級なスポーツサイクル向けだが、90年代頃からOGKが児童用の小型自転車の他、シティサイクル向けのフルサイズ26インチにもプラスチック製バトンホイールを供給していた。金属製に比べ硬度が低く、タイヤの付け外しの際にリムを損傷しないよう神経を使う等の欠点から一般化しなかったが、後年に至っても一部に人気がありネットオークション等で取引されていた。
ディスクホイール
スポークのあるべき部分が円盤に換わっているホイール。円盤とリムがCFRPの一体成型となっているもの、通常の形状に近いハブとリムを用いて金属スポークの代わりにケブラー（アラミド繊維）などのワイヤーでホイールを組んで上からプラスチック円盤を被せるタイプのものがある。空気抵抗がかなり低減されるが、円盤によって風が抜けず横風の影響を強く受けてしまう。主に屋内競技に用いられるほか、屋外競技では横風の影響を考慮して後輪のみに使われる。
誤用であるが、ディスクブレーキ対応の通常のホイールのことを「ディスクホイール」という場合もある。
バトンホイール
CFRP等非金属製の3～6本程度の極太スポークを持つホイール。スポークとリムは融合しており、張力のメンテナンスは不要。ディスクホイールに比べると横風の影響を受けにくい。
主なメーカー：
・ICAN（中華有名なカーボンホイールメーカー）